# Пинсон, Копель
Пинсон Копель (англ. Pinson Koppel Shub 11 февраля 1904, Поставы, Виленской губернии — 5 февраля 1961, Нью-Йорк) — американский историк.

## Биография
Родился в семье Авраама-Нахума Пинсона и Рахиль Натановны Шуб. Племянник Д. Н. Шуба. В 1907 вместе с родителями эмигрировал в США. В 1934 получил докторскую степень по истории Колумбийского университета. В 1934—1961 профессор истории Квинс-Колледжа в Нью-Йорке.
До начала Второй мировой войны принимал активное участие в оказании помощи учёным-беженцам, после войны — выжившим евреям, пострадавших во время Холокоста.

### Произведения
- «A bibliographical introduction to nationalism» (1935)
- «The Jewish spirit in Nazi Germany» (1935)
- «Poetry of Hassidism» (1941)
- «Essays on anti-Semitism» (1942)
- «Arkady Kremer, Vladimir Medem, and the ideology of the Jewish „Bund.“» (1945)
- «Jewish life in liberated Germany» (1947)
- «The national theories of Simon Dubnow» (1948)
- «Nationalism in the Western World» (1959)
- «Modern Germany: its history and civilization» (1966)
- «Pietism as a factor in the rise of German nationalism» (1968)